# Lucrezia Borgia
Lucrezia Borgia és una òpera en dos actes de Gaetano Donizetti, amb llibret de Felice Romani, que es basà en la tragèdia homònima de Victor Hugo, que al seu torn tractava de la vida de Lucrècia Borja. L'òpera transcorre en l'època en què la filla del papa Alexandre VI va ser duquessa de Ferrara (1505-1519) i el seu nucli és la relació entre Lucrezia i el seu fill Gennaro, que desconeix que ella és la seva mare. S'estrenà a la Scala de Milà el 26 de desembre de 1833.

## Argument

### Pròleg

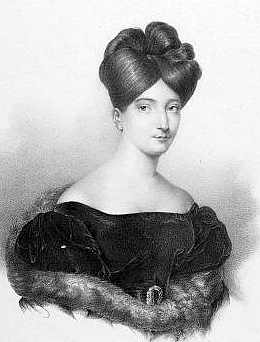
Henriette Méric-Lalande creadora del paper principal

Gennaro i els seus amics estan de festa en una terrassa brillantment il·luminada, davant de la qual es troba el canal de Giudecca. La conversa dels amics es torna cap a Don Alfonso, duc de Ferrara, a la casa del qual ells viatjaran l'endemà, i cap a la seva esposa, la infame Lucrezia Borgia. En sentir el nom de Lucrezia, Orsini narra com Gennaro i ell, totss sols en un bosc, van ser advertits per un home misteriós que tinguessin cuidar-se d'ella i de tota la familia Borgia. Manifestant el seu avorriment amb el conte d'Orsini, Gennaro marxa i es queda adormit a prop. Els seus amics reben la invitació a unir-se a les festes, i ell es queda tot sol.
Apareix una góndola i una dona emmascarada en una nit veneciana. Ella s'apropa a Gennaro (el seu fill) que dorm i l'observa amb afecte (Tranquillo ei possa...Com'è bello!) Ella besa la seva mà, ell es desperta i instantàniament queda impressionat per la seva bellesa. Ell expressa el seu amor per ella i explica la seva infància com un orfe criat per pescadors. Afegeix que ell estima tendrament a la mare, de la que guarda una carta, i a qui mai va conèixer (Di pescatore ignobile esser figliuol credei.) Els altres tornen i instantàniament la reconeixen com Lucrezia Borgia, enumerant al seu torn els membres de les seves famílies als quals ella ha matat, per a horror de Gennaro que fuig del seu costat.

### Acte I
El duc, creient que Gennaro és amant de Lucrezia, trama el seu assassinat amb el seu servent Rustighello (Vieni: La mia vendetta è mediatata e rapida.) Gennaro i els seus companys deixen la casa per una festa i passen pel palau del duc amb el seu blasó on es llegeix "Borgia". Desitjant mostrar el seu menyspreu per la família Borgia, Gennaro lleva la inicial "B", deixant l'obscena "Orgia".
En el palau, Lucrezia s'introdueix en la càmera del duc. Havent vist la cresta trencada, ella exigeix la mort per qui ho hagi fet, ignorant que ha estat Gennaro. El duc ordena que portin a Gennaro davant ella i l'acusa de tacar el nom noble dels Borgia, un crim al que ell ràpidament confessa. Lucrezia, horroritzada, intenta excusar l'insult d'un jove, però Don Alfonso acusa a Lucrezia d'infidelitat, havent-los observat en la seva trobada a Venècia. En una escena plena de drama i tensió, ella nega qualsevol impropietats, però ell exigeix la mort del presoner i la força a triar la forma d'execució de Gennaro, amb l'espasa o el verí. Pretenent perdonar-ho, el duc ofereix a Gennaro un got de vi i ho beu. Després d'un trio sorprenent (Guai se tu sfugge un moto, se ti tradisce un detto!) el duc marxa i Lucrezia explica a Gennaro que ha estat enverinat, li dona un antídot al verí que el duc ha barrejat amb el vi. Ell finalment el beu, i ella li implora que fugi de la ciutat i del seu marit. (Bevi e fuggi ... ten prego, oh Gennaro!)

### Acte II
Gennaro es troba amb el seu amic Orisini per dir-li que marxa de Ferrara per tornar a Venècia, però Orsini li diu que està convidat a una festa a palau amb la Negroni i que no pot no anar-hi, li demana que es quedi i que l'acompanyi a la festa. Gennaro li explica els esdeveniments i Orsini li torna a demanar que es quedi, després jura que mai es separarà del seu amic i acudeixen junts a la festa en el palau, ignorant les paraules de Lucrezia. Orsini lidera la festa en un brindis (Il segreto per esser felici) i ells beuen. Entra Lucrezia i anuncia que en venjança pels seus insults a Venècia ella ha enverinat el seu vi i que ha preparat cinc caixes pels seus cossos. Ella ha cregut per tant que Gennaro havia fugit de Ferrara per consell d'ella, i es queda sense alè quan ell s'avança i anuncia que ella n'ha enverinat un sisè. Lucrezia demana que tots marxin de la sala per estar a soles amb Gennaro, qui després d'anunciar que té l'antídot (el mateix que Lucrezia li dona en el primer acte), demana la llibertat pels seus amics o morirà amb ells. Després de les negatives de Lucrezia que a més anuncia que no n'hi hauria suficient per tots, Gennaro agafa una daga i intenta matar Lucrezia, però ella el deté revelant que ell és de fet el seu fill. De nou, ella li demana a ell que begui l'antídot, però aquesta vegada ell ho rebutja, triant morir amb els seus amics. En la cabaleta final (Era desso il figlio mio,) Lucrezia es lamenta per la mort de Gennaro, fent també particip de la seva mort a Don Alfonso, anunciant que era el seu fill. Amb extrema pena acaba l'acte desmaiant-se sobre el cos de Gennaro.

## Elenc de l'estrena a Milà
| Personatge           | Intèrpret               |
| -------------------- | ----------------------- |
| Alfonso I d'Este     | Luciano Mariani         |
| Lucrezia Borgia      | Henriette Méric-Lalande |
| Maffio Orsini        | Marietta Brambilla      |
| Gennaro              | Francesco Pedrazzi      |
| Jeppo Liverotto      | Napoleone Marconi       |
| Don Apostolo Gazella | Giuseppe Visanetti      |
| Ascanio Petrucci     | Ismaele Guaita          |
| Oloferno Vitellozzo  | Giuseppe Vaschetti      |
| Rustighello          | Raineri Pochini         |
| Gubetta              | Domenico Spiaggi        |
| Astolfo              | Francesco Petrazzoli    |